# Stavros Theodorakis

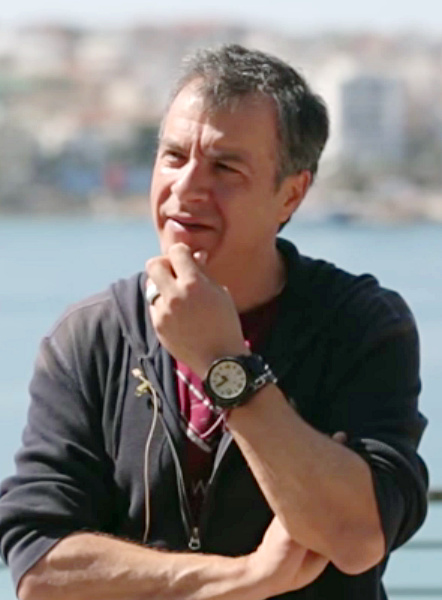
Stavros Theodorakis

Stavros Theodorakis  (griechisch Σταύρος Θεοδωράκης, * 1963 in Drapanias, Kreta) ist ein griechischer Journalist und Politiker. Er ist Gründer der Partei To Potami.
Theodorakis wuchs in Agia Varvara in Westattika auf.
Er war seit 1984 als Journalist für verschiedene Radiosender tätig, so für den linksorientierten 902 FM und Skai 100.3, sowie für Zeitungen wie Eleftherotypia. Von 1985 bis 1987 beschäftigte er sich mit der Erziehung von Roma.
Seit 2000 moderierte er die populäre Fernsehshow „Protagonistes“ („Protagonisten“)  beim damaligen öffentlichen Fernsehsender NET; 2006 wechselte er mit der Sendung zum Privatsender Mega TV. Ferner schrieb er regelmäßig eine Kolumne in der Wochenendausgabe der Zeitung Ta Nea.
Im Februar 2014 beendete er diese journalistischen Tätigkeiten, um eine neue Partei zu gründen. Als „weder links noch rechts“, „proeuropäisch, innovativ, fortschrittlich“ charakterisiert er seine Partei To Potami, die von Beobachtern in der linken Mitte des politischen Spektrums eingeordnet wird. Obwohl der Partei nach Umfragen gute Chancen eingeräumt wurden, verzichtete Theodorakis darauf, selbst bei der Europawahl 2014 zu kandidieren. Mutmaßlich, um sich auf die nächste nationale Wahl mit Aussicht auf eine Regierungsbeteiligung vorzubereiten.